# Lata (hora)
Lata je nejvyšší hora Americké Samoy. Leží na ostrově Ta'u ve skupině Manu'a. Zdroje se rozcházejí v hodnotě její výšky: podle některých je vysoká 963 metrů, podle jiných 966 metrů.
Ostrov Ta'ū je pozůstatek vrcholu štítové sopky, které se polovina kaldery zřítila do moře. Lata leží východně od okraje kaldery, je součástí Národního parku Americká Samoa. Je tvořena vulkanitem, její svahy jsou pokryty hustými lesy. Jižní svah stupňovitě přechází přímo v mořské útesy, které se tak řadí mezi nejvyšší útesy na světě.